# (8895) Nha
(8895) Nha est un astéroïde de la ceinture principale.

## Description
(8895) Nha est un astéroïde de la ceinture principale. Il fut découvert le 21 août 1995 à Sapporo par Kazuro Watanabe. Il présente une orbite caractérisée par un demi-grand axe de 2,25 UA, une excentricité de 0,17 et une inclinaison de 4,0° par rapport à l'écliptique.

## Compléments